# Divadlo Trianón
Divadlo Trianón je bývalá divadelní budova, kterou postavil architekt Javier Sanz v roce 1946 v Léonu. Na seznam španělských kulturních památek byla zapsána 24. listopadu 1986.
Koncipována od samého počátku jako divadlo a kinosál, byla v 80. letech přeměněna na diskotéku a poté na dětské zábavní centrum.
Nachází se na rohu ulic Avda. Ramón y Cajal a La Torre. Rohová pozice je výraznou součástí designu. Sál byl určen pro 1250 diváků, z toho je 800 míst v přízemí. Užitná plocha budovy je 2300 m². Většina původní výzdoby byla zachována, včetně majestátního schodiště.